# Miha Žvižej
Miha Žvižej (født 6. november 1987 i Celje) er en slovensk håndboldspiller, som spiller for det danske håndboldhold TTH Holstebro Han har tidligere også spillet for Ribe-Esbjerg HH. Žvižej spiller ligeledes på det slovenske landshold, hvor han blandt andet spiller sammen med sin bror, Luka Žvižej, som begge bliver betragtet som profiler på holdet.